# The New Republic
The New Republic（ニュー・リパブリック）は、国内政治、ニュース、文化、芸術に焦点を当てているアメリカの雑誌である。年間10回発行される雑誌と、毎日更新されるオンラインプラットフォームがある。ニューヨーク・タイムズはThe New Republicを、「テディ・ルーズベルトのリビングルーム」で部分的に設立され、「知的厳密さと左寄りの政治的見解（intellectual rigor and left-leaning political views）」でよく知られる、と評している。

### 1次情報源
- Groff Conklin, ed. New Republic Anthology: 1914–1935, 1936.
- Cowley, Malcolm (1978). And I Worked at the Writer's Trade.
- Wickenden, Dorothy (1994). The New Republic Reader. ISBN 0-465-09822-3ISBN 0-465-09822-3.

### 2次情報源
- Mott, Frank L. A History of American Magazines. Vol. 3. Harvard University Press, 1960.
- Seideman, David. The New Republic: A Voice of Modern Liberalism, 1986
- Steel, Ronald. Walter Lippmann and the American Century, 1980